# NOVAI
株式会社NOVAI（かぶしきがいしゃノヴァイ）は大阪市中央区に本社を置く芸能プロダクション。
東京都渋谷区にオフィスがある。

## 所属タレント
男性
- 冨浦智嗣
- 西井幸人
- 枝村巧
- 山崎優斗
- 谷世伊矢

女性
- 斉藤かおり
- すばる未来
- やまむらあいか
- 有莉亜
- 櫻ねいろ

| スタブアイコン | サブスタブ | この項目は、まだ閲覧者の調べものの参照としては役立たない、企業に関連した書きかけの項目です。この項目を加筆・訂正などしてくださる協力者を求めています（PJ:経済）。 |